# 三陸海岸

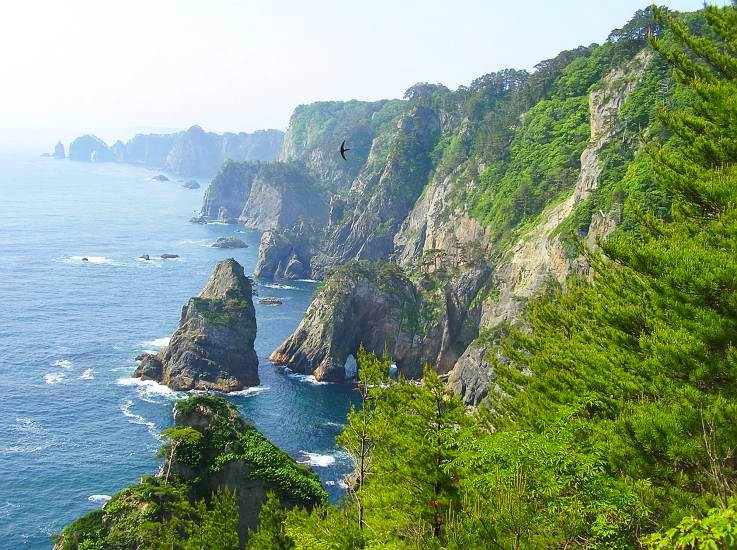
位在岩手縣下閉伊郡田野畑村境內的北山崎海岸，高聳的斷崖是北三陸海岸典型的海蝕平台地形特徵之一。

三陸海岸（日语：三陸海岸）是日本東北地方靠太平洋一側的一個海岸地帶，大致位置是自青森縣東南方起、包含整個岩手縣的海岸線、至宮城縣牡鹿半島止，總長超過600公里。三陸海岸以位在海岸線中央位置、本州島最東端的魹崎（岩手縣宮古市境內）為分界點，分為南北兩段。以北的北三陸海岸線多為海蝕平台地形，南三陸海岸則是谷灣（溺灣）地形。除了特殊海岸地形所帶來的觀光價值之外，三陸海岸外的三陸沿海（三陸沖）也以豐富的漁獲蘊藏量著稱，被譽稱為世界三大漁場之一。